# Keith St. John
Keith St. John (Brooklyn, 1º aprile 1969) è un cantante statunitense, noto per essere il frontman dei Montrose dalla loro riunione del 2002.
È stato anche membro di gruppi come i Medicine Wheel del chitarrista Marc Ferrari (ex Keel, Cold Sweat), e nei Burning Rain del chitarrista Doug Aldrich (attuale membro dei Whitesnake, ed ex Lion, Hurricane, House of Lords, Bad Moon Rising e Dio).

## Biografia
Keith St. John nasce a Brooklyn, New York, il 1º aprile 1969. Le prime incisioni del cantante risalgono al 1995, anno in cui partecipa come ospite ad un disco intitolato Guest List, pubblicato dall'ex chitarrista dei Keel Marc Ferrari, accreditato come "Marc Ferrari and Friends". St. John in questo disco registrò tre brani assieme a svariati importanti musicisti come Tommy Thayer (Black 'N Blue, Kiss), Bob Kulick (Kiss, Meat Loaf, W.A.S.P.), ed alcuni membri dei Cold Sweat, ex band di Ferrari. Ottiene una certa visibilità a partire dal 1997, anno in cui entra a far parte dei Medicine Wheel, gruppo fondato dallo stesso Marc Ferrari. Con il gruppo incide il secondo disco Immoral Fabric. Dopo questa breve esperienza, il cantante venne sostituito da David Isaacs. Nel 1999 venne arruolato dai Burning Rain, progetto fondato dall'ex chitarrista dei Lion, Hurricane, House of Lords, Bad Moon Rising Doug Aldrich. Altri membri del gruppo erano l'ex batterista degli Steelheart Alex Macarovich, ed il bassista Ian Mayo, già compagno di Aldrich nei Bad Moon Rising, ed ex membro di heavy metal band anni 80 come Hericane Alice e Bangalore Choir. La band pubblicò due dischi, Burning Rain e Pleasure to Burn, rispettivamente nel 1999 e nel 2000. Tuttavia, dopo vari concerti, la formazione cominciò ad interrompere l'attività, senza però annunciare lo scioglimento ufficiale, nel 2002. Questo perché entrambi i membri cardine del progetto, Aldrich e St. John, annunciarono le rispettive carriere parallele: il primo raggiunse i Dio, mentre St. John venne presentato come il nuovo frontman della riunione dei Montrose. La nuova formazione esordì con una performance al locale Key club di Los Angeles il 20 aprile 2002 in memoria del defunto batterista Randy Castillo, ex membro delle band di Ozzy Osbourne, Lita Ford, Stone Fury e Mötley Crüe. Nel 2003 venne annunciato l'inizio delle incisioni di un nuovo disco dei Montrose con St. John alla voce, ma queste non videro la luce. Nel 2005 St. John venne sostituito nei Montrose da John Levesque, da poco reduce dallo scioglimento dei Wild Horses. Tuttavia St. John tornò nella formazione l'anno successivo, mentre Levesque raggiunse i Legs Diamond. St. John attualmente rimane il cantante ufficiale dei Montrose. L'ultima formazione del gruppo è formata da Ronnie Montrose, St. John, e l'ex sezione ritmica dei Megadeth, ovvero dal bassista David Ellefson ed il batterista Jimmy DeGrasso.

## Discografia

### Con i Medicine Wheel
- 1997 - Immoral Fabric

### Con i Burning Rain
- 1999 - Burning Rain
- 2000 - Pleasure to Burn

### Partecipazioni
- 1995 - Marc Ferrari and Friends - Guest List
- 2009 - Howard Leese - Secret Weapon